# Eduard Covali
Eduard Covali (n. 11 septembrie 1930, Orhei – d. 2 noiembrie 2002, Piatra Neamț) a fost un teatrolog, regizor de teatru și scriitor român, cetățean de onoare al municipiului Piatra Neamț (1999).

## Biografie
A urmat școala primară și Liceul „Ferdinand I”, din  Bacău. Face trei ani detenție politică pentru „tentativă de tulburare o ordinii sociale”, iar după aceasta este angajat pictor executant, la teatrul din Bacău. A absolvit Institutul de Artă Teatrală și Cinematografică „I. L. Caragiale”, București, secția Teatrologie cu înscrisul de pe diploma obținută - diplomat în arte, specialitatea critic de teatru. Se angajează însă ca muncitor necalificat, pe șantierele de construcții din București și Galați, din cauza trecutului imputabil.
Activitatea teatrală
În 1961, prin autoritatea primului director al Teatrului Tineretului din Piatra Neamț, este angajat pictor executant. Este numit secretar literar al teatrului până în anul 1969. După acest an se împlinește profesional ca regizor, director artistic și consilier, până în 1992, când se pensionează.
- Director[5] la teatrul pietrean, între anii 1969-1974[1], perioadă care se confundă cu epoca de vârf și înflorire a acestuia[3], când au fost puse în scenă spectacole de referință, precum: Britannicus (regia Aurel Manea), Woyczek (regia Radu Penciulescu), Harap-Alb (regia Zoe Anghel Stanca)[3], piese cu care Teatrul Tineretului din Piatra Neamț participă la Festivalul de teatru  de la San-Marino (1971) și Sibenik (1973)[1][3]; Peer Gynt (1972, regia Cătălina Buzoianu), Inimă rece (regia Sanda Manu), Zigger Zagger (regia Cornel Todea), Întunericul[3] (de Iosif Naghiu; în 1971, este interzis din motive ideologice)[1].

- Regizor între anii 1974-1989[1]. A regizat: Mai înainte de a cânta cocoșul (de Ivan Bukovkan), 1975, în care debutează Valentin Uritescu[6]; Joc dublu[7], de Robert Thomas (1981), Vieți Paralele de D. Solomon, piesă cu care a fost în turneu la Vatra Dornei.

- Director artistic și consilier între anii 1990-1992[1].

A realizat adaptări pentru scenă: Tinerețe fără bătrânețe și viață fără de moarte, poem dramatic în două acte (premieră absolută la T.T., 9 octombrie 1975, în regia Cătălinei Buzoianu, cu un turneu de mare succes la Festivalul de la Nancy, 1977), spectacol preluat de Teatrul Bulandra în stagiunea 1992-1993, „La boite de Pandore de Lessage” și „D’Orneval, Jeunesse sans vieillesse” piese regizate de regizoarea Irina Popescu Boieru la Iași cu trupa universitară de teatru francofon „Pluriel”, Anotimpuri teatrale (premieră absolută la T.T în 1982), Al șaptelea continent (1978) și dramatizarea unor basme: Vrăjitorul din Oz, Cartea junglei, Inimă rece, Alba ca Zăpada și cei șapte pitici, Cartea junglei și în colaborare (Vrăjitorul din Oz, cu Paul Findrihan) care s-au jucat la Teatrul Tineretului din Piatra Neamț dar și pe scene din țară.
Este consemnat în The World Encyclopedia of Contemporary Theatre: Volume 1: Europe, volum editat de Peter Nagy, Philippe Rouyer și apărut într-o primă ediție în 1994 în Marea Britanie, SUA și Canada și reeditat în 2001, The World Encyclopedia of Contemporary Theatre: Europe, editat de Don Rubin, Peter Nagy și Philippe Rouyer.
Activitatea publicistică
Colaborator, încă din anii studenției, la revista Teatru (debut publicistic în anul 1975) și Contemporanul, unde a publicat portretele unor personalități ale scenei românești:Grigore Vasiliu Birlic, Marcel Anghelescu, Eugenia Popovici, George Calboreanu.
„publicarea acestor portrete (în revista Contemporanul), îl așează în cadrul sumarului revistei, alături de nume ilustre ale scenei: Radu Beligan, Toma Caragiu, Radu Penciulescu, sau ale criticii din domeniu, precum Valentin Silvestru.    ”—Constantin Tomșa
Colaborări la publicații din București: Papagalul și Harababura și din Piatra Neamț: Ateneu, Antiteze, Apostolul, Ceahlăul și Acțiunea. A fost membru în colegiile de redacție ale revistelor Credința Neamului și Asachi. Autor de articole și studii despre scenă și condiția actorului. Traducător al mai multor piese de teatru și eseuri din limbile franceză și italiană.
În revista Teatrul nr.3/martie 1958, p.30-33, semnează articolul-portret intitulat Birlic, comicul; în revista Teatrul nr.7/iulie 1958, p.62-66, portretul lui Marcel Anghelescu, George Calboreanu în numărul 12/decembrie 1959 p.50-55. După 1989, activitateasa publicistică se intensifică și semnătura sa apare în periodice din București și Piatra Neamț. Consemnat în Istoria jurnalismului din România în date, de Marian Petcu.
„cuvantul nu e numai o modalitate de comunicare între oameni, ci și o modalitate de a comunica oamenilor o revelație poetică sau o interpetare a acestei revelații    ”—Eduard Covali
Scrieri
- volumul Teatru, Ed. Panteon, 1995[1][3], reunește piesele Tinerețe fără bătrânețe, Anotimpuri teatrale , Belerophon, Alba ca Zăpada și cei șapte pitici[1][3].

postume
- Crochiuri contemporane[3], Ed. Nona, Piatra Neamț, 2003[4], cărți care exprimă experiența unei vieți de peste 40 de ani în umbrele și luminile scenei și ale teatrului[3].

„Am scris ca să mă joc, am scris ca să fac față unor necesități profesionale, am scris ca prin formulări succinte să prind înțelesul unor cărți pe care le-am citit, am făcut depoziții ca martor posibil al unei contemporaneități care încearcă să evadeze, am scris uneori ca să fug de mine și ca să-mi intru în posesie și, la urma urmei, am scris ca să-mi trăiesc viața.”—Eduard Covali, Crochiuri contemporane, 2003
- Rețeta pentru un teatru perfect, Ed. Conta, Piatra Neamț, 2004[4].

„Eduard Covali a gândit și a realizat o carte care cu siguranță va fi citită cu interes de toți slujitorii Thaliei, fie că l-au cunoscut sau nu pe autor, dar și cu nostalgie de către toți cei care i-au stat în preajmă bucurându-se de amiciția sau prietenia sa, dar mai ales de autoritatea sa ca profesionist”—Constantin Tomșa
- Picătura de otravă, 2005

## Afilieri
- Membru al Uniunii Scriitorilor din România (2000)[2].

## Legături externe
- Tinerețe fără bătrânețe, poem dramatic în două părți de Eduard Covali Arhivat în 5 martie 2016, la Wayback Machine., Teatrul Tineretului Piatra Neamț
- Amintiri din vremuri bune, de Viorel Știrbu: Eduard Covali și Teatrul Tineretului din Piatra Neamț[nefuncțională]
, revista Literatorul, anul XXII, nr. 169-170, iulie-august, 2013, p.6-7
- Carte și Arte.ro Arhivat în 21 ianuarie 2015, la Wayback Machine. p.9
- Lansare de carte, la Filiala Timișoara a USR: „Viața între zero și unu”, de Nina Ceranu[nefuncțională]